# Ozorai Pipó
Ozorai Pipó, eredeti nevén Filippo di Stephano Scolari, gyakran Filippo Scolari vagy Pippo Spano (Firenze, 1369 – Lippa, 1426. december 27.) itáliai származású magyar országbáró (barones regni). A korabeli iratokban 1399-től a de Florencia mellett a de Ozora előnévvel is illették, önmaga a Pipo de Ozora nevet használta.
A tizzanói Stephano de Scolari fia a 14. század végén kereskedősegédként került Budára, 1397-ben a Kanizsaiak simontornyai várnagya, 1399 végén a magyar király körmöcbányai urburaispánja, 1401-ben pedig már a királyi sókamarák ispánja – ezen hivatalát 26 éven át, haláláig viselte. 1404 végétől temesi ispán, ezzel a délkeleti országrészben Csanád, Arad, Krassó és Keve vármegyék ispánságát is elnyerte, 1407-től Csongrád és 1409-től Zaránd vármegyék ispánja is. Hét megyére kiterjedő tartományát haláláig igazgatta, a kormányzása alatt álló megyék királyi birtokaival (pro honore) is ő rendelkezett. 1406-tól a bárókat megillető magnificus címmel illették, 1407-től egy évig főkincstartó, 1408–1413 táján Fejér vármegye ispánja is. A váradi püspökség, majd a kalocsai érsekség kormányzója. 1408-ban szörényi báni címet kapott és így mint ország-báró (barones regni) a Sárkány-rend alapító tagjai közé is bekerült. Kivételes képességű hadvezér hírében állt, nevéhez köthető az al-dunai magyar határ Szörény és Nándorfehérvár közötti várláncának kiépítése.

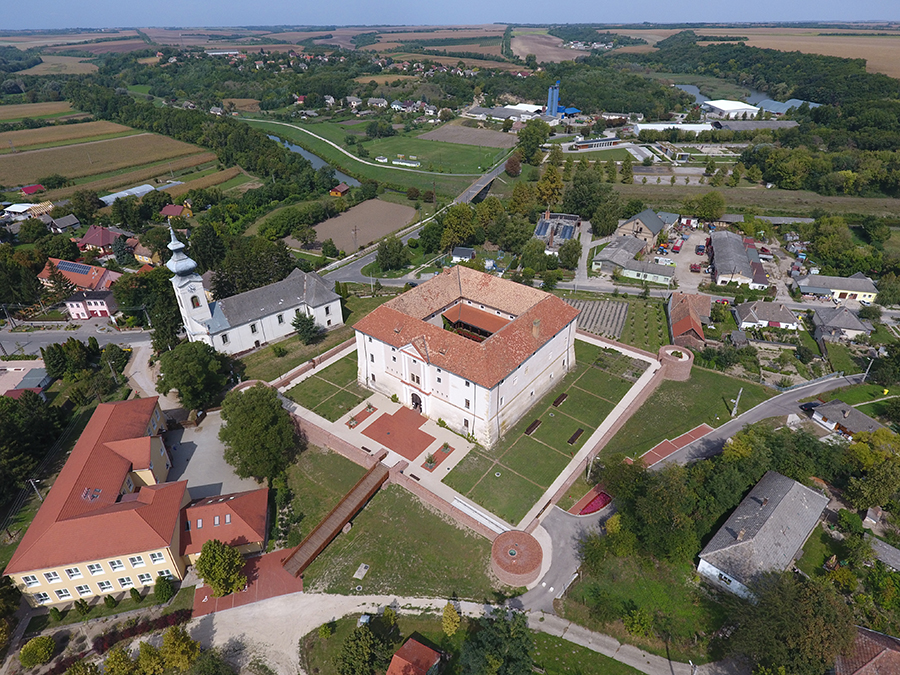
Ozora, Pipó-várkastély légi fotón

## Jellemrajza
Köszönhetően korabeli életrajzírójának, Jacopo di Poggionak, Ozorai Pipóról valószínűleg hiteles jellemrajz maradt fenn:

„Mondják, hogy Pipo középtermetű, fekete szemű, szőke, élénk tekintetű ember volt, és úgy tűnt, mintha mindig mosolyogna. Alkatára nézve szikár volt, de jó egészségű … Külsejéről ítélve megtartóztatta magát mind az evésben, mind az ivásban, de kiváltképp mértékletesnek mutatkozott a test más gyönyöreiben. … Oly szívélyes volt és közvetlen, hogy barátai gyakran a szemére is hányták: nem ügyel eléggé a méltóságára. Házát királyi pompával rendezte be, minden aranytól-ezüsttől csillogott benne. Cselédeit úgy kordában tartotta, hogy erényük bárkinek például szolgálhatott. Szabad idejében, már amennyire a háborúk fáradalmai után maradt, pihenésül leginkább vadászni járt.”

– Poggio/(Engel)

## Származása
A firenzei Scolari család az olasz történetírók és genealógusok szerint a guelf párti Buondelmonte családból vált ki.
A Scolari család birtokai a hajdani Firenzei Köztársaság területén Tizzanóban és Vicchiomaggióban voltak. Pipó 1368/1369-ben született Tizzanóban, édesapja Stephano di Francesco Scolari, édesanyjának neve a korabeli dokumentumokból nem azonosítható be. Testvére Matteo, egy leánytestvére is valószínűsíthető, a magyarországi forrásokban is előforduló Leonardo di Caccia Altoviti édesanyja. 1400-ban a fivérek még mindketten firenzei lakosok.
1412-ben Pipó és Máté, magyarországi birtokaikra nézve testvérükké fogadták unokaöccsüket Altovitoi Lénárdot. Még ez évben Máté és Lénárd közös fogadalmat tett, hogy Pipó halála vagy akadályoztatása esetén nejét Borbálát jogaiban fenntartják és megvédik. A tizzanói birtokot Pipó öccse kezelte, Máté 1426 évi halálát követően a birtok csak rövid ideig maradt a család tulajdonában. Vicchiomaggio, unokatestvérük Andrea Scolari – később zágrábi, majd váradi püspök – tulajdona volt. A püspök is 1426-ban halt meg Váradon, halála után a birtokot unokaöccsei (Lorenzo, Filippo, Giovanni) örökölték, akik Pipó halála után a család vezetését is átvették.
Scolari-Buondelmonte család tagjai a 14. században már nem játszottak jelentős politikai szerepet Firenze vezetésében, de az 1426-ot közvetlenül megelőző években, házassági kapcsolataik révén a firenzei társadalom legfelső rétegéhez kötődtek.

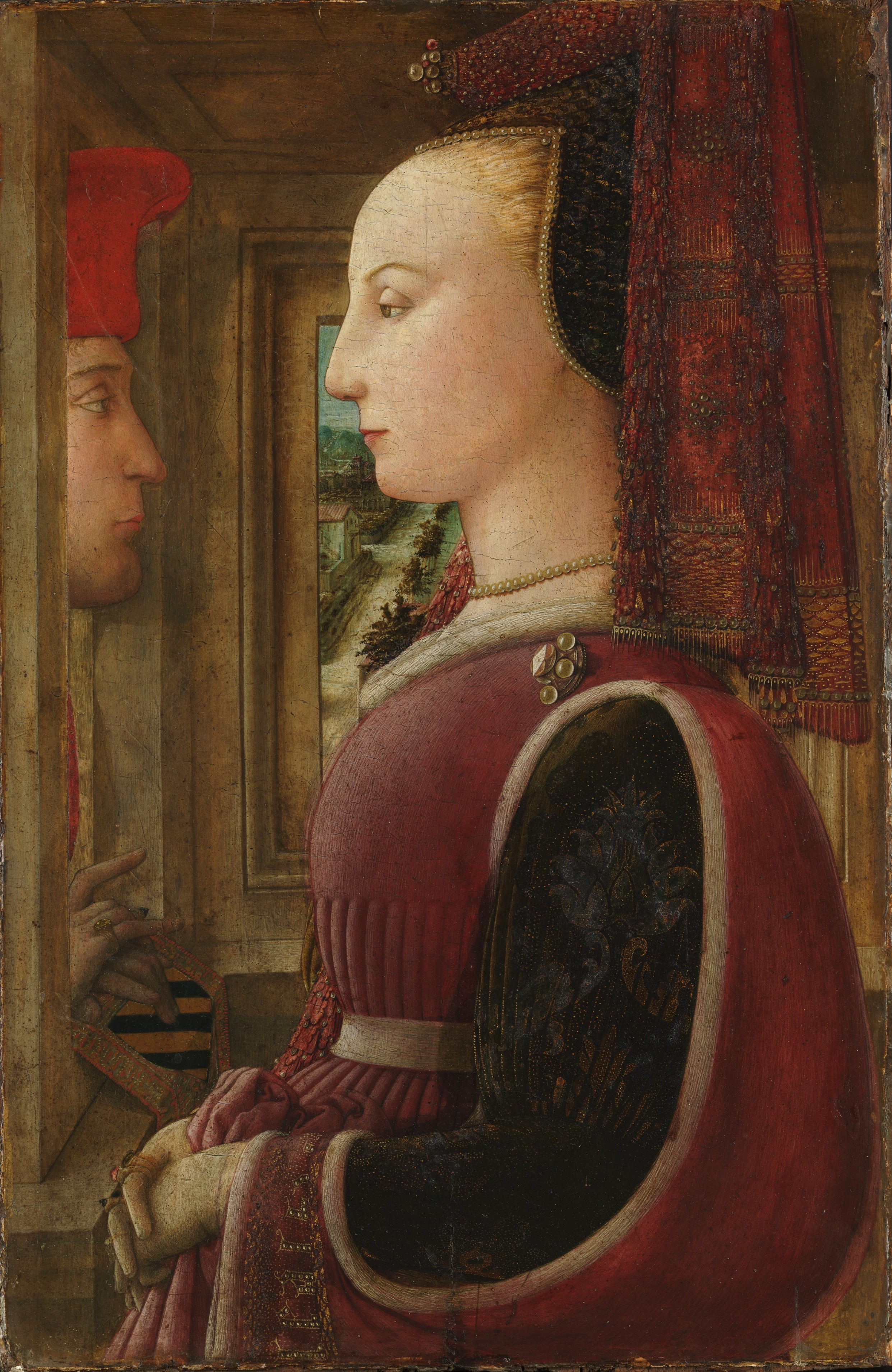
A Scolarí címeres firenzei kettős portré
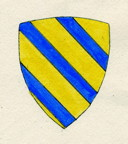
A firenzei Scolari család címere
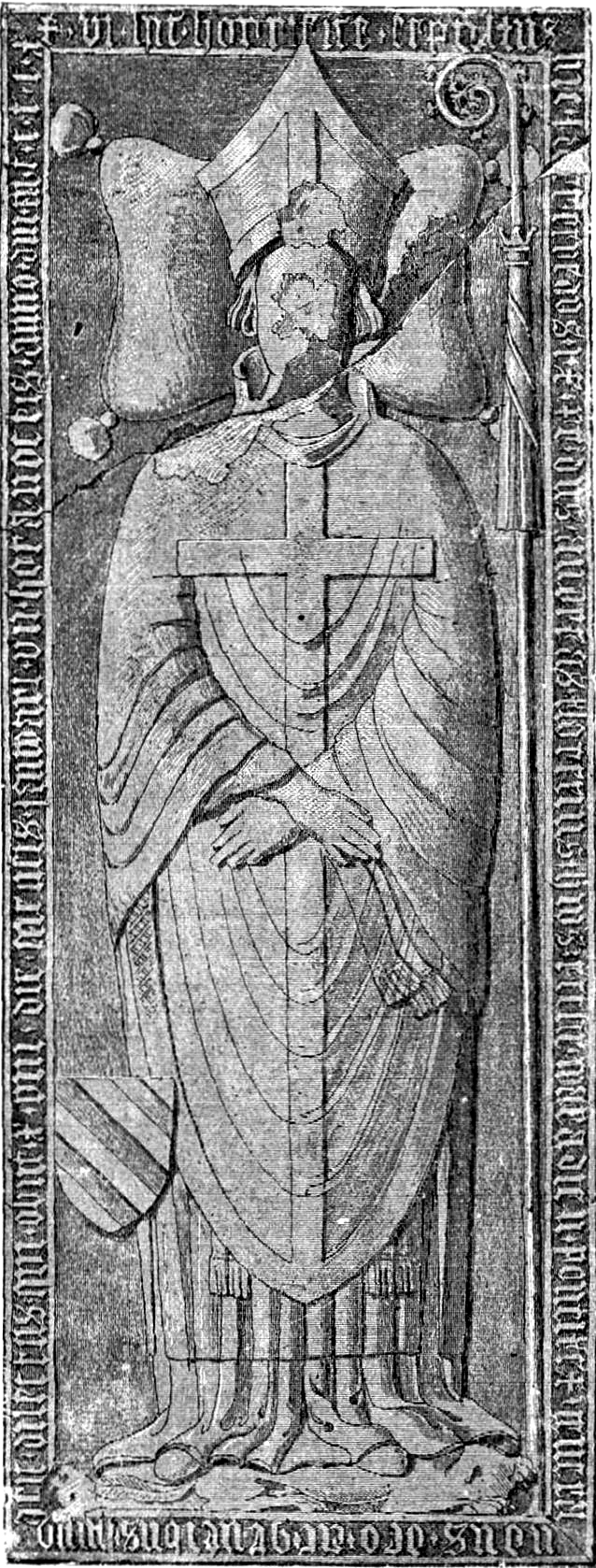
Scolari András címeres sírköve

Firenze ebben a korban egyik központja volt Európa pénzügyi és gazdasági életének. Pipó és testvére is az üzleti életben próbált érvényesülni. Pipó tizenöt évesen egy kereskedő inasa (giovonéja) lett, hogy mellette a szakmát kitanulja.

## Pályafutása

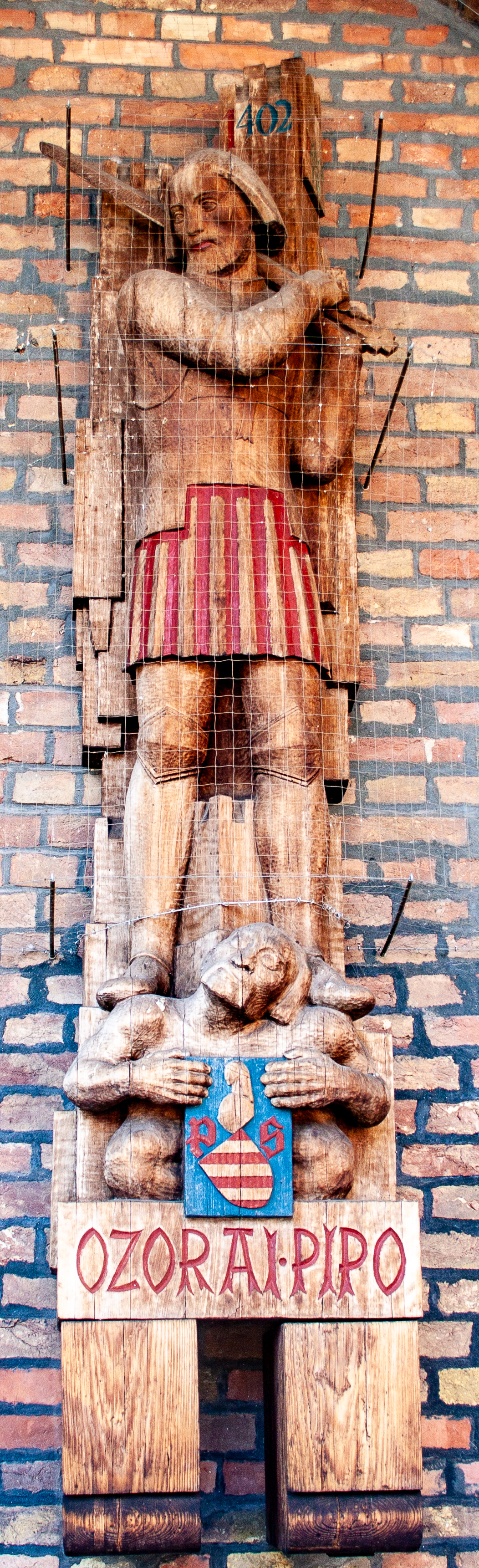
Szobra a szegedi Dóm téren

Hazai forrásokban a Scolari névvel az 1372–1381-es velencei–magyar háborúhoz kapcsolódóan találkozunk, amikor is Bernardo és Rinieri Scolari a Lackfi István által vezetett magyar hadak oldalán zsoldosként szerepeltek. Pipóról első esetben 1393-ból van adatunk arra vonatkozóan, hogy apja halála után, testvérével Mátéval a Magyar Királyság területén tartózkodott.
Pipó a magyarországi forrásokban 1398-ban bukkan fel első ízben Piponis Gallici filij Stephani de Scolari -ként. Poggio szerint kereskedősegédként előbb Németországba, majd onnan Budára került. Budán, Luca Pecchia firenzei üzletember alkalmazásában állt, itt figyelt fel rá Kanizsai Miklóstárnokmester 1390 táján.
„Szorgalma, tudása folytán” pályája gyorsan emelkedett, pár év múlva már a Kanizsaiak simontornyai várnagya. Kortársainak nagy részétől eltérően írni, olvasni és számolni is tudott. Anyanyelvén és a magyaron kívül állítólag tökéletesen tudott németül, lengyelül, csehül és románul is. 1399-ben Pípó eljegyezte a szomszédos Ozorán élő Ozorai András leányát Ozorai Borbálát (fl. 1398–1426); Ozorai Borbála fivére András fia, Ozorai Miklós (fl. 1327–1335) mester, hadvezér, nagybirtokos, I. Károly király híve volt. Az eljegyzés rendhagyó módon Borbála fiúsításával is együtt járt. A fiúsítás csak arra az esetre volt érvényes, ha Borbála Pipóhoz megy nőül, a birtokra is mindketten együtt kaptak királyi adományt. A beiktatást elrendelő királyi parancsot június 2-án Kanizsai János érsek állította ki Esztergomban.
1399 novemberében Pipót már a király szolgálatában találjuk, mint körmöcbányai urburaispán az ország legfontosabb aranybányáit igazgatta. 1401. január 21-én pedig már a királyi sókamarák ispánjaként szerepel. Ezen új hivatalát megszakítás nélkül 26 éven át, haláláig viselte. A hivatalnoki pályáról a sorozatos bárói felkelések hozták meg számára a felemelkedést.
1401. április 28-án az ország nagyjai Budán Zsigmondot őrizetbe vették, mint Zsigmond bizalmi embere Pipó is fogságba került. Pipót – az életét megmentő – Kanizsai érsek Esztergomba vitette, és a király szabadulásáig őrizet alatt tartotta. 1402 őszén Pozsonyban, az Albert osztrák herceggel kötött örökösödési szerződés aláírói között szerepel, majd a király bécsi kíséretének tagja. Az 1403 évi bárói felkelés alatt azon néhányak egyike akik Zsigmond oldalán maradtak. Zsigmond 1407 évi adománylevele szerint, Pipó Veszprém várába vette be magát, amit a királyhű Szécsi Miklós tartott kézen és itt is maradt „a lázadás végső lecsillapításáig”. A lázadás leverése után a felkeléssel kapcsolatos kegyelmi kérvények elbírálása Pipó hatáskörébe tartozott, a „hűtlenek” ügyeiben kibocsátott oklevelek nagy része is Pípó relációját viseli. Jelentős szerepe lehetett a hűtlenek leszerelésében: „egyeseket fenyegetésekkel rémisztve, másokat rábeszélő érvekkel és bőséges ígéretekkel, megint másokat, akik fékezhetetlenül ellenálltak, vesztegetéssel csillapított le”. Meghatározó személy lehetett az 1403. október 8-i kegyelemlevél kibocsátásában is, de az elkobzott javakból nem részesült.
Egy évvel a felkelés leverése után, 1404 őszén a temesi ispánságot kapta „az alsó részek több megyéjével együtt”. Így a király hivatalnokából, comes Themesiensis-ként az ország legnagyobb zászlósurainak egyikévé lépett elő – olasz ragadványneve (Spano) is ezen tisztségéből származik. Új tisztségének politikai súlya egyenrangúnak tekinthető az erdélyi vajda és a jelentősebb bánságok bánjainak szerepével. Az ország királyi váruradalmainak mintegy negyedét, több mint két évtizeden át Pipó uralta. Temesen kívül kezdetben Csanád, Arad, Krassó és Keve vármegyéket és a Lugostól Orsováig húzódó vlach kerületeket igazgatta. Ezek mellé 1407-től a csongrádi, 1409-től pedig a zarándi ispánságot is megkapta. 1407-től egy éven főkincstartó, és 1408–1413 között Fejér vármegyei ispán is. 1408-ban a Sárkány-rend alapításakor, szörényi báni címet kap ezzel bekerült az országbárók sorába és a Sárkányos társaság alapító tagjai közé.
Zsigmond, 1410-ben hatalmas kísérettel a Bolognában székelő XXIII. János ellenpápához küldte követségbe. Pipó megbízása a magyar egyház ügyeiben történő kiegyezés létrehozására terjedt ki, ugyanis a szentszékkel való viszonyt az 1403 évi felkelés óta feszültség terhelte. Háromszáz lovasával szülőföldjén nagy feltűnést keltett. Ferrarában a város krónikása feljegyezte életrajzát, jellemzése szerint Pipó új hazájában „a legfőbb ember mind a király udvarában, mind a királyi tanácsban”. 1412-ben a lengyel királlyal kötött lublói szerződésben, neve az ötödik helyen szerepel. Magánvagyona nem volt rendkívüli, nem mérhető kortársai, a Garaiak, a Cilleiek vagy Stiborici Stibor birtokszerzeményeihez. Szerénynek tekinthető vagyonát 1406–1409 között kapta, amely főként Tolna, Vas, Bodrog és Temes vármegyék területére korlátozódott.
Pipót élete végén köszvény kínozta, utolsó török hadjáratát állítólag már hordszékről irányította. Az 1426. november 4-i lippai tanácskozáson még részt vett, egy újabb havasalföldi hadjárat ügyében. Az év utolsó napjainak egyikén itt érte a halál.
A fehérvári koronázóbazilika általa alapított kápolnájába temették. Sírkövén a 16. században még olvasható volt a felirat:

„A vitézlő és nagyságos firenzei Scolari Fülöp úr, Temesvár és Ozora grófja sírhelye. Meghalt az úr 1426. évében, december 27-én.”

– Engel

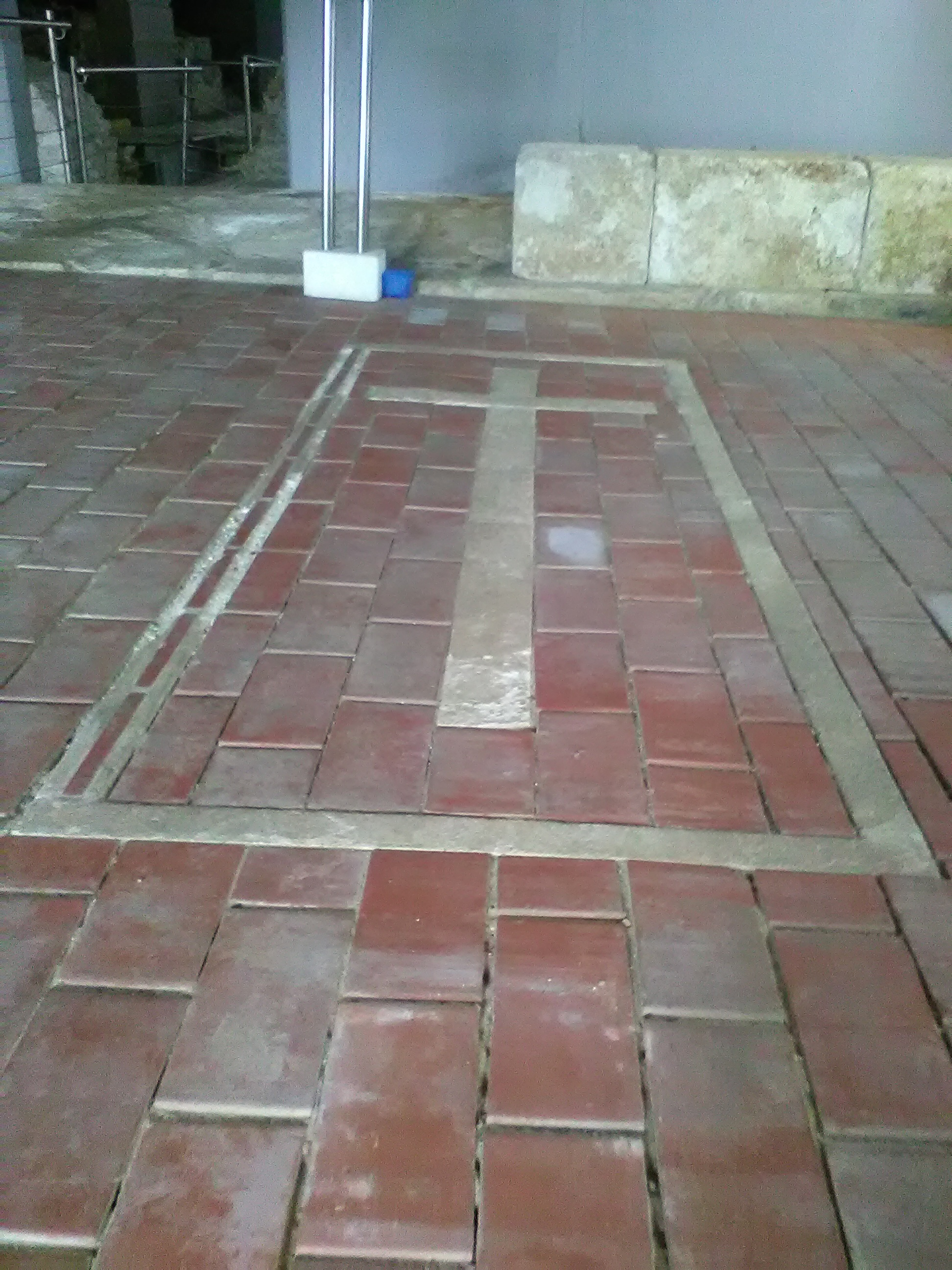
Sírhelye Fehérvárott

## Tevékenysége

### Hadvezéri tevékenysége
Ozorai Pipó kivételes képességű hadvezér hírében állt, Zsigmond szívesen állította nagyobb vállalkozások élére, harc nélkül alig múlt el esztendő Pipó életében.
Beazonosítható hadjáratai:
- 1404. december (boszniai hadjárat)
- 1407. szeptember (Zsigmond boszniai hadjárata)
- 1408. szeptember–október (Zsigmond boszniai hadjárata)
- 1409. február–március (török elleni szerbiai hadjárat)
- 1410. november (Zsigmond boszniai hadjárata)
- 1411. november–1412. február (Velence elleni friauli hadjárat)
- 1413. január–április (Zsigmond Velence elleni hadjárata)
- 1414. szeptember–október (boszniai hadjárat Hervoja és a török ellen)
- 1416. november (boszniai hadjárat)
- 1419. szeptember–november (Zsigmond török elleni al-dunai hadjárata)
- 1420. október (török elleni hadjárat)
- 1421. október–1422. március (Zsigmond csehországi hadjárata)
- 1423. július–október (havasalföldi hadjárat a török ellen)
- 1424. szeptember–november (szörényi hadjárat a török ellen)
- 1426. július–augusztus (havasalföldi hadjárat a török ellen)

Hírét, leginkább az 1411–1412. évi friauli hadjárata alapozta meg, amelynek során tapasztalt zsoldosvezérek felett diadalmaskodott, és várak tucatjait foglalta el.
Zsigmond a velencei kérdés megoldását a köztársaság egyszerre két oldalról –
Dalmácián és Friaulon át – történő megtámadásával próbálta kikényszeríteni. A friauli hadiszíntér főparancsnokául Pipót nevezte ki, akinek Stibor vajdát és Ortemburg Frigyest is alárendelte. A Friaulba küldött sereg létszáma nem haladta meg a tízezer főt.
Pipó november 28-án már Cividaleban tartózkodott, december 6-án pedig már bevette Udinét. Néhány hét alatt egész Friault meghódította. December utolsó napjaiban Sacile és Conegliano között áttörte a Livenza folyón lévő gályákat és megverte a Taddeo del Verme által vezényelt velencei sereget, 19 zászlót zsákmányolt és küldött Budára.
Ezt követően Velencében Carlo Malatestát, Rimini urát választották főkapitánnyá. De Malatesta vitézsége és hadvezéri talentuma sem volt képes a magyarok győzelmeit megakadályozni. Belluno, Feltre, Seravalle, Ceneda, Oderzo, valamint a tiroli havasok és a lagúnák között fekvő terület legfontosabb helyei egymásután estek Ozorai Pipó kezébe. 1412 január második felében Istriában, Friaulban és a Trevisóban közel 70 város, vár és kisebb erősség volt a magyarok birtokában. Pipó a tartomány fővárosát, Trevisót is ostrom alá vette. De a Malatesta vezetése alatt közeledő nagyszámú felmentő sereg miatt, az ostrommal felhagyott – amiért kortársai közül többek részéről a megvesztegettetés gyanúját vonta magára. Az elfoglalt erősségekben csak gyengébb véd őrséget visszahagyva, betegen serege zömével Udinébe húzódott vissza.
Egyértelmű kudarcot csak a csehországi huszitákkal szemben vallott, Zsigmond második csehországi hadjárata alatt. Haderejének gerincét familiárisainak csapata képezte, a tisztséget is viselő familiárisai nagyrészt Tolna vármegyéből származtak, helybeli nemeseket alig vett igénybe.
Az olasz életrajzírók szerint legnagyobb sikereit a török ellen aratta:

„Tizennyolc alkalommal mérkőzött meg a törökkel, és mindannyiszor győzött. Oly nagy dicsőséggel végezte a dolgát, hogy a törököt már a neve hallatán rémület szállta meg, és hosszú idő kellett ahhoz, hogy elfelejtse ki volt Pipo.”

– Poggio/Engel

Temesi ispánként az al-dunai végvárlánc kiépítését is Pipó irányította. Ez az erődlánc Szörény és Nándorfehérvár között, az 1420-as évektől egy évszázadon át védte az al-dunai magyar határt. Pípó idejében az új erődrendszer Szörény és Haram közötti szakasza épült ki, többek között Szörény és Orsova újjáépítése is Pipó nevéhez kötődik.

### Egyházi tevékenysége és alapításai
Az 1403-as felkelést követően Zsigmond a hozzá hűtlen főpapokat elmozdította, a magyarországi egyházi javadalmak betöltésének jogát pedig magának tartotta fenn (placetum regium). Ezen megüresedett egyházmegyék élére a megbízható báróiból kormányzókat (gubernator) állított és a jövedelmeket a királyság számára visszatartotta. Pipó a váradi püspökséget kapta, 1419-ben a kalocsai érsekség is a hatalmába került. Az egyházi ügyek intézésében nagy befolyásra tett szert, a főpapi székek betöltése során is jelentős szerepet játszott.
Unokaöccse Scolari András magyarországi pályáját is Pipó támogatta, aki 1407-ben a zágrábi, 1409-ben pedig a váradi püspökséget nyerte el. Ezen utóbbi stallumát váradon bekövetkezett haláláig megtartotta. Halála után a püspökséget rövid ideig maga Pipó kormányozta, majd pedig támogatásával a püspöki széket Giovanni di Piero Melanesi kapta meg.
1410 júniusában, Pipó a XXIII. János ellenpápához küldött követség vezetője. Feladatai között szerepelt a magyar király által igényelt főkegyúri jog megerősítésének kieszközlése is. Pipónak a főkegyúri jog jóváhagyását ugyan nem sikerült elérnie, de a pápa az előterjesztett főpapi kinevezések és áthelyezések nagy részét jóváhagyta.
Másik két rokona, Giovanni di messer Andrea Buondelmonti és Carnino di Rinieri Scolari előmenetelét is Pipó támogatta. Giovanni Buondelmonti olasz bencés szerzetest előbb pécsváradi bencés apáttá, majd pedig 1424-ben kalocsai érsekké neveztette ki. Giovanni mellett 1413-ban a pécsváradi apátság pénzügyeit Pipó felügyelte. Unokaöccse Carnino Scolari váradi kanonok a kalocsai érsekség jövedelmeinek kezelését vette át tőle.

### Egyházi alapításai
- Ozorai obszerváns ferences kolostor

A kolostor alapítására Pipó 1418. május 27-én kérte meg a pápai hozzájárulást. 1421-ben már állhatott a kolostor, mert ebben az évben a boszniai ferences vicaria alá történő helyezését kérte. A működési engedélyt 1423 végén kapta meg Albeni Henrik pécsi püspöktől. Működése alatt a Dél-Dunántúl rendi központjává lett. A méreteit tekintve is jelentős épületegyüttes egy 35–40 m hosszú három hajós – Szűz Mária tiszteletére emelt – templomból és az 55–60 m hosszú kolostorépületből állt.
- Ozorai várkápolna

A várkastély építése 1416-ban kezdődött, a Szent Fülöp apostol és Szent Borbála tiszteletére szentelt várkápolnát 1438-ban említik elsőként.
- Ozorai Szent Anna kápolna

Csak írott forrásokból ismert, valószínűleg a vár bejáratánál állhatott.
- Fehérvári koronázóbazilika Szent László-kápolnája

A családi temetkező helyként (quam idem comes zelo devotionis construxit, et in qua suam elegit sepulturam) építtetett kápolna a templom préposti kúriától nyugatra lévő, Pipó által felújíttatott és ólommal befedetett tornya alatt volt. 1418 májusában már állt, Szent Fülöp és Jakab apostolok és Szent László tiszteletére szentelték. A kápolnát gazdag adományokkal látta el, 1425-ben neki adta Vajtát, Dunaturt, Kölesd és Somogy felét, 1426-ban Ketye és Dég falvakat és a lakásként is használt nagy budai házát.
- Lippai ispotály

Az ispotály 1421-ben már működött, védőszentje Árpád-házi Szent Erzsébet volt.
A fenti alapításain kívül jelentős támogatásokat nyújtott az ozorai, sólyagi, vázsnoki, nagyszokolyi plébániatemplomok és a váradi Szent László székesegyház részére is. Pipó és felesége Borbála, több esetben pápai és főpapi búcsúengedélyeket is kértek az általuk patronált egyházak számára.

## Ozora birtokközponttá emelése
Pipó házassága révén szerzett birtoka a Tolna vármegyei Ozora faluból és öt környező kisebb helységből állt. Már 1399. november 5-én két kiváltságlevelet kapott új birtokára. Az egyik kiváltságlevél, Ozorán szerdai hetipiac tartását engedélyezte, a másik pedig szabadispáni joggal (pallosjog) ruházta fel Pipót a birtok határain belül. 1400-ban felesége unokahúgától, Ozorai Miklós (fl. 1327–1335) mesternek a leányától, Derecskei Lőrincné Ozorai Borbálától (fl. 1400), megvásárolta a birtok őt illető negyedét is. Ozorát a későbbiekben székhelyének tekintette, építkezéseivel és juttatásaival a falut virágzó mezővárossá és egy jelentős uradalom központjává fejlesztette. 1426-ban mezővárosi privilégiummal ruházta fel, megengedte, hogy bírájukat és tanácsukat a szabad királyi városok módjára maguk választhassák. A település adóját évi 50 új forintban határozta meg, ezen kívül maga és felesége részére csak egy napi – szerény – ellátást tartott fenn. Halála idejére Ozora már éves vásártartási joggal is rendelkezett, ekkor Pipo már Tolna vármegye legnagyobb földesura volt.
Zsigmond 1416-ban engedélyezte Pipónak „hogy magyarországi birtokai bármelyikén, de különösen a Tolna megyei Ozorán kőből vagy fából várat, erősséget vagy kastélyt építtessen”. Pipó a várépítési engedélyt fivérével Mátéval, valamint fogadott testvérével Lénárddal közösen kapta.

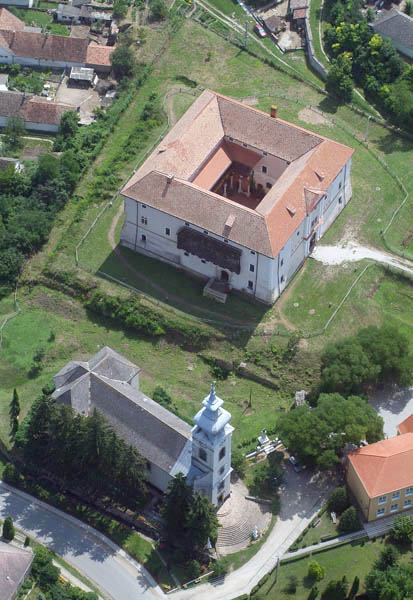
Az ozorai várkastély és környezete

A régészeti kutatások és a feltárás 1981-ben kezdődtek, melyek szerint:
Az ozorai vár egy négyzetes elrendezésű vékony külső várfalból, sarkain kerek tornyokkal és ezen belül egy 35x35 m-es szabályos négyzetes alaprajzú, zártudvaros és egyemeletes, téglából falazott, palotajellegű lakótömbből állott. A szabályos alaprajzú várat délről, keletről és nyugatról széles és mély árok választotta el a környező tereptől, északról pedig a Sió mocsaras völgye határolta. A nyugati árok másik oldalán a terepből szintén kiemelkedő kisebb dombon állt a korábbi eredetű és Pipó által átépíttetett plébániatemplom. A település déli szélén emelkedett a Pipó által alapított ferences kolostor.
A vár megközelítésére a déli árokban álló falazott pilléreken átvezető híd szolgált, a külső falba épített kapun keresztül lehetett a várba lépni. A nyugati oldalon álló templommal is egy híd kötötte össze. A palota jellegű lakótömb 17x17 m-es belső udvarral és ezt övező 1,8 m széles pilléres folyosóval rendelkezett. A várkápolna a palota emeleti részén került elhelyezésre. A belső udvarra az épület nyugati oldalán nyíló és az ezt követő kapualjon kapun lehetett bejutni, az udvar közepén ismeretlen formájú kút állott. A kapu felett, a nyugati homlokzaton konzolokon nyugvó hosszú keresztboltozatos erkély volt, az erkélyre az annak északi szélén lévő ajtón lehetett kilépni. A lakótömb jellegét tekintve leginkább az itáliai várkastélyokra hasonlít. A 18. században barokká alakított főhomlokzaton középkori részlet, a fölszinti rézsűs fal és délkeleti sarok kivételével nem maradt.
A Scolari család itáliai váraira – Palagio di Tizzano, Castello di Vicchiomaggió – vonatkozó újabb kutatások szerint az ozorai várkastély megjelenésében kifejezetten itáliai eredetre utal, a földszintről indított rézsűs felfalazás (scarpe) valamint a feltárások során előkerült fecskefarkas pártázati elemek megléte. További egyezések tapasztalhatók a két szintes palazzo típusú épületszárnyak, a cortile típusú belső udvarok, az udvari esőelvezetők és kútak tekintetében is.

## Családja
Felesége: Ozorai Borbála, Ozorai András leánya.
Gyermekei: négy még életében elhunyt fiúgyermeke volt.